# Fédération des mutuelles de France
 (février 2024).
Si vous disposez d'ouvrages ou d'articles de référence ou si vous connaissez des sites web de qualité traitant du thème abordé ici, merci de compléter l'article en donnant les références utiles à sa vérifiabilité et en les liant à la section « Notes et références ».
Pour les articles homonymes, voir FMF.
La Fédération des Mutuelles de France (FMF) est une fédération de mutuelles. Née en 1986 et héritière de la Fédération nationale des mutuelles des travailleurs, la FMF a rejoint la Fédération nationale de la mutualité française depuis l'unification du mouvement mutualiste en 2002.

## Histoire
La Fédération des mutuelles de France a été créée après l'échec de la réunification de toute la mutualité de 1977. Elle regroupe les mutuelles de la Fédération nationale des mutuelles des travailleurs (FNMT) et d'autres. Elle est donc marquée dans ses actions et ses prises de position par les mutuelles d'entreprises et par les comités d'entreprise (démocratie participative, création de centres de santé, magasins d'optique, etc.).
En janvier 2002, le processus de réunification avec la Mutualité française (FNMF) aboutit.
Mais un certain nombre d'unions départementales de la FMF refusent les conditions de cette adhésion, qui remettrait en cause les valeurs défendues jusqu'alors. Elles créent alors l'Union nationale des groupements mutualistes solidaires (UNGMS).
En 2020, elle est composée d'environ 80 groupements mutualistes.
Elle regroupe plus de 60 groupements mutualistes, dont 40 mutuelles complémentaires-santé et 20 unions ou mutuelles gestionnaires de 280 établissements sanitaires, sociaux et médico-sociaux. L'ensemble des mutuelles et unions de la FMF protègent 2 millions de personnes.